# 제프 패럴
제프리 ("제프") 패럴(Jeffery ("Jeff") Farrell, 1937년 2월 28일 ~ )은 전 미국의 수영 선수로 1960년 로마 올림픽 2관왕이다.
디트로이트에서 태어나 1960년 맹장 수술을 받은 6일 후에 올림픽 선발 시합에 나갔다.
로마 올림픽에서 400m 혼계영과 800m 자유형 계주에서 2개의 금메달을 획득하였으며, 지난 해 시카고에서 열린 팬아메리칸 게임에서 100m 자유형 우승을 거두기도 하였다.
그는 국내 성인 수영 대회에서 다수의 세계 기록 보유자이며, 지나간 몇 10년 동안 자신의 연령 단체에서 가장 빠른 기록을 보유하였다.
1968년 국제 수영 명예의 전당에 헌액되었다.

## 같이 보기
- 올림픽 수영 남자 메달리스트 목록
- 수영 계영 400m 세계 기록 추이
- 수영 혼계영 400m 세계 기록 추이
- 수영 계영 800m 세계 기록 추이